# Даль, Жан Франсуа ван
Жан Франсуа ван Даль (фр. Jean-François van Dael; имя при рождении: Ян Франс ван Даль; нидерл. Jan Frans van Dael; 27 мая 1764[…], Антверпен, Брабант — 20 марта 1840[…], Париж) — фламандский художник, работавший во Франции; мастер натюрморта.

## Биография

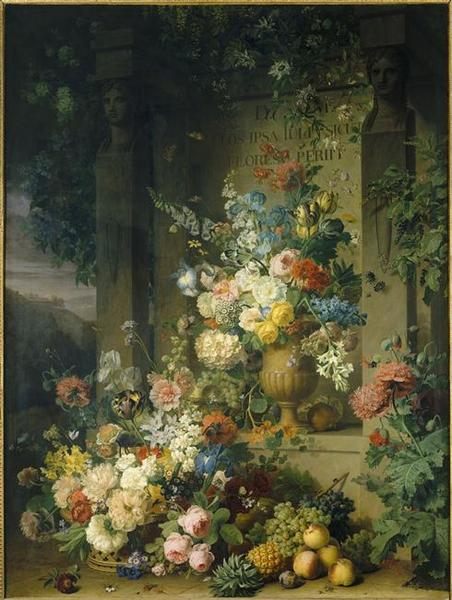
Гробница Юлии

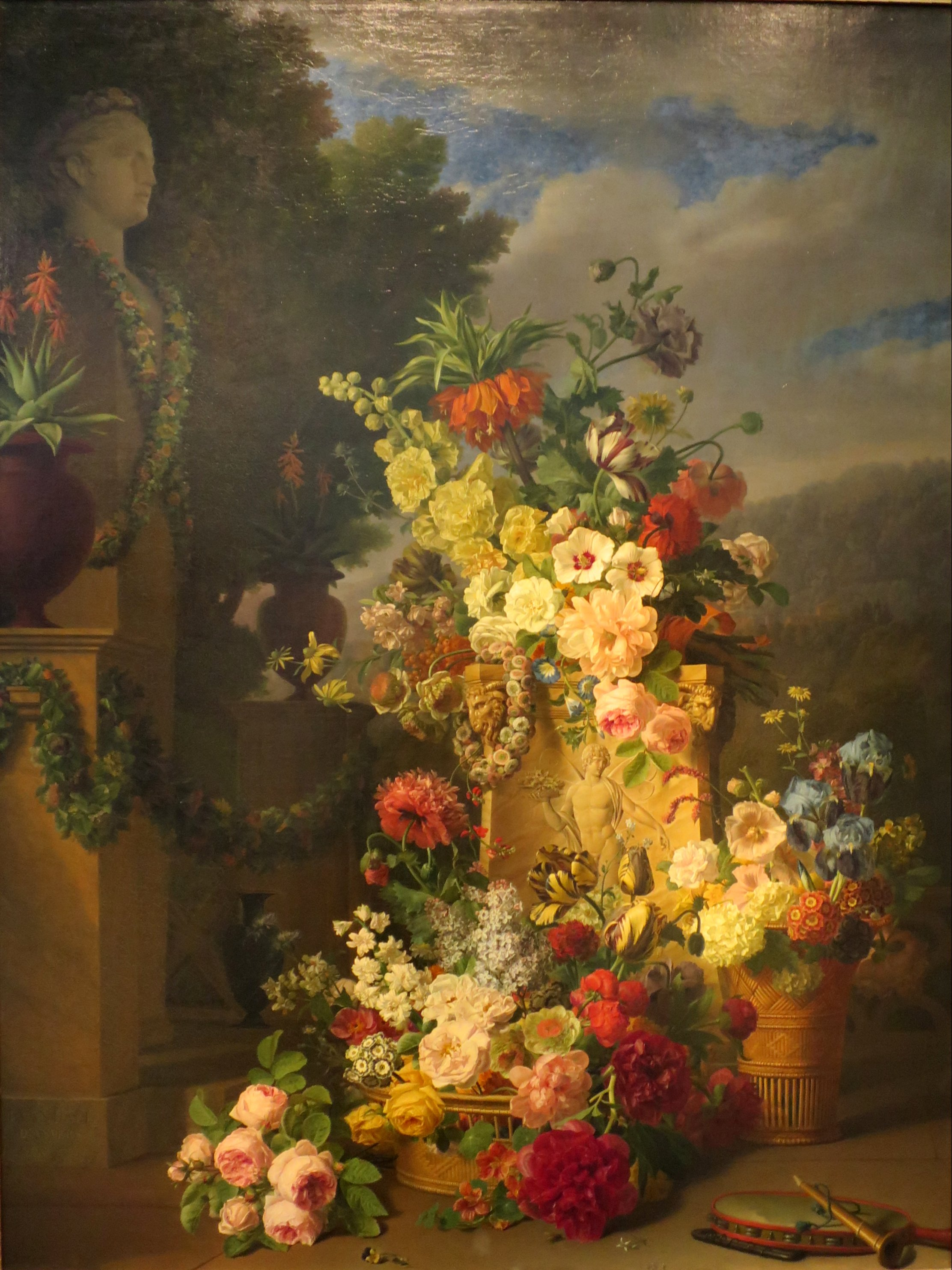
Жертвоприношение Флоре

Родился в 1764 году в Антверпене в семье столяра-краснодеревщика. Обучался в Антверпенской академии художеств, причём в 1784 и 1785 годах выиграл первые премии академии за лучшую ученическую работу. В 1786 году отправился в Париж.
Первоначально ван Даль был активен как художник-декоратор, работавший над украшением интерьеров королевских и аристократических резиденцией (таких, как замок Шантийи и дворец Сен-Клу). Однако в дальнейшем (по одним данным самоучкой, по другим, под руководством и влиянием своего соотечественника Жерара ван Спандонка) освоил технику станковой живописи, причём отдавал предпочтение изысканным цветочным натюрмортам.
В период с 1793 по 1833 ван Даль регулярно выставлял свои работы на ежегодном Парижском салоне, а также (особенно после 1815 года) отправлял их на выставки в Нидерланды (в состав которых в 1814—1831 годах входила его родная Бельгия). Среди покупателей работ ван Даля, были, в частности, императрица Жозефина (ей принадлежали пять картин) и вторая жена Наполеона Мария-Луиза, а в период Реставрации Бурбонов — короли Людовик XVIII и Карл X.
Ван Даль был действительным членом (академиком) Амстердамской и Антверпенской академий художеств. Став, благодаря успеху своих картин, состоятельным человеком, он стал собирать коллекцию работ своих предшественников в области цветочного натюрморта. В его коллекции имелись работы таких художников, как Ян Давидс де Хем, Абрахам Миньон, Рашель Рюйш и Ян ван Хейсум.
Он также имел многочисленных учеников, среди которых было немало женщин. Большинство из них следовали художественной манере своего учителя и никто из них не достиг сопоставимой известности; тем не менее Даль по праву считается создателем целой художественной школы и одним из энтузиастов художественного образования для женщин. Его ученики и ученицы создавали, в основном, цветочные натюрморты, а также иллюстрации (в основном, ботанические), и значительно реже — картины других жанров.
Художник Жан Франсуа ван Даль скончался в Париже в 1840 году и был похоронен на кладбище Пер-Лашез.
Некоторые работы Ван Даля хранятся в российских музейных собраниях, причём как минимум две работы — «Жертвоприношение Флоре» и «Гробница Юлии» — хранились и экспонировались в Санкт-Петербурге ещё до революции.

## Цветочные натюрморты Жана Франсуа ван Даля

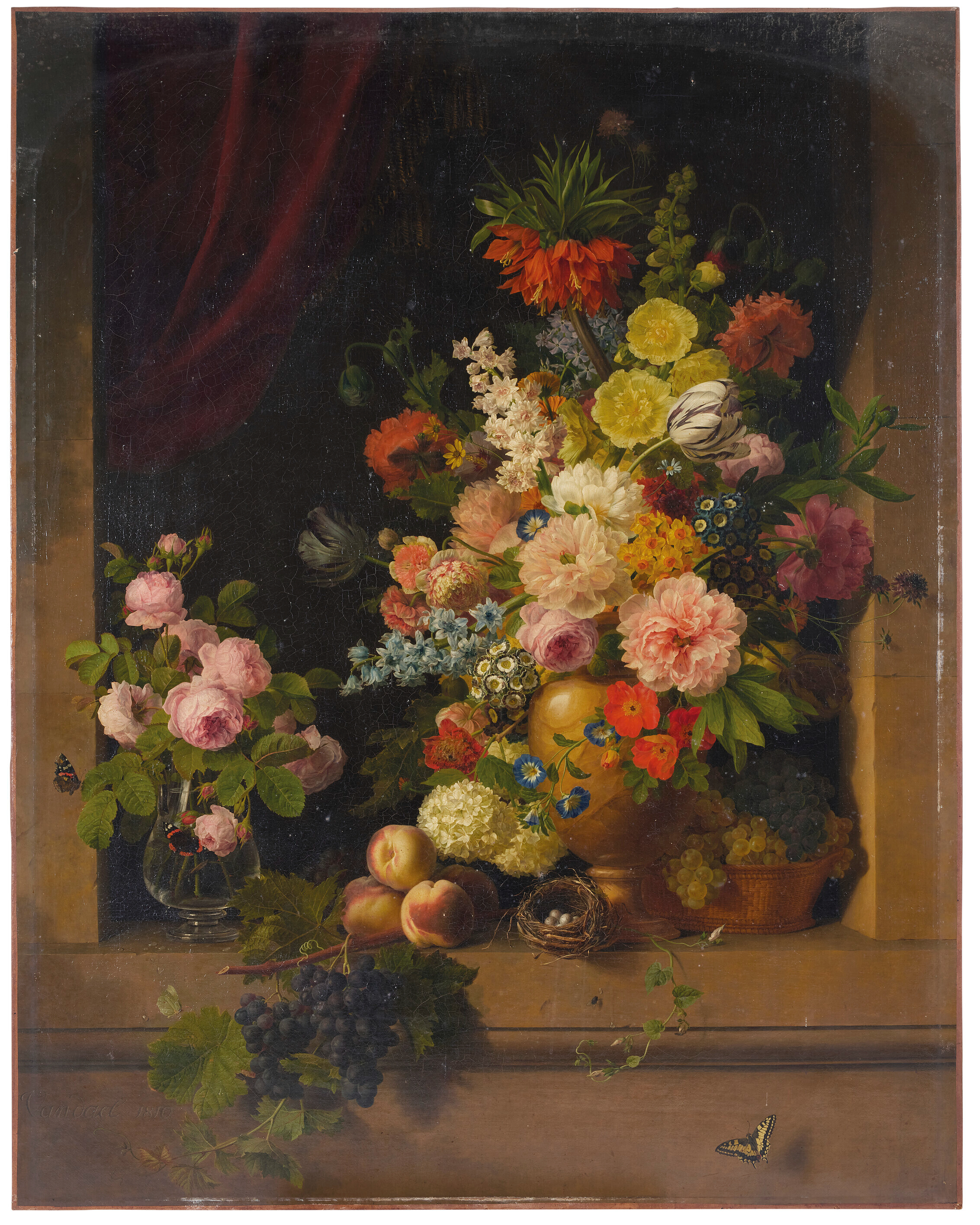
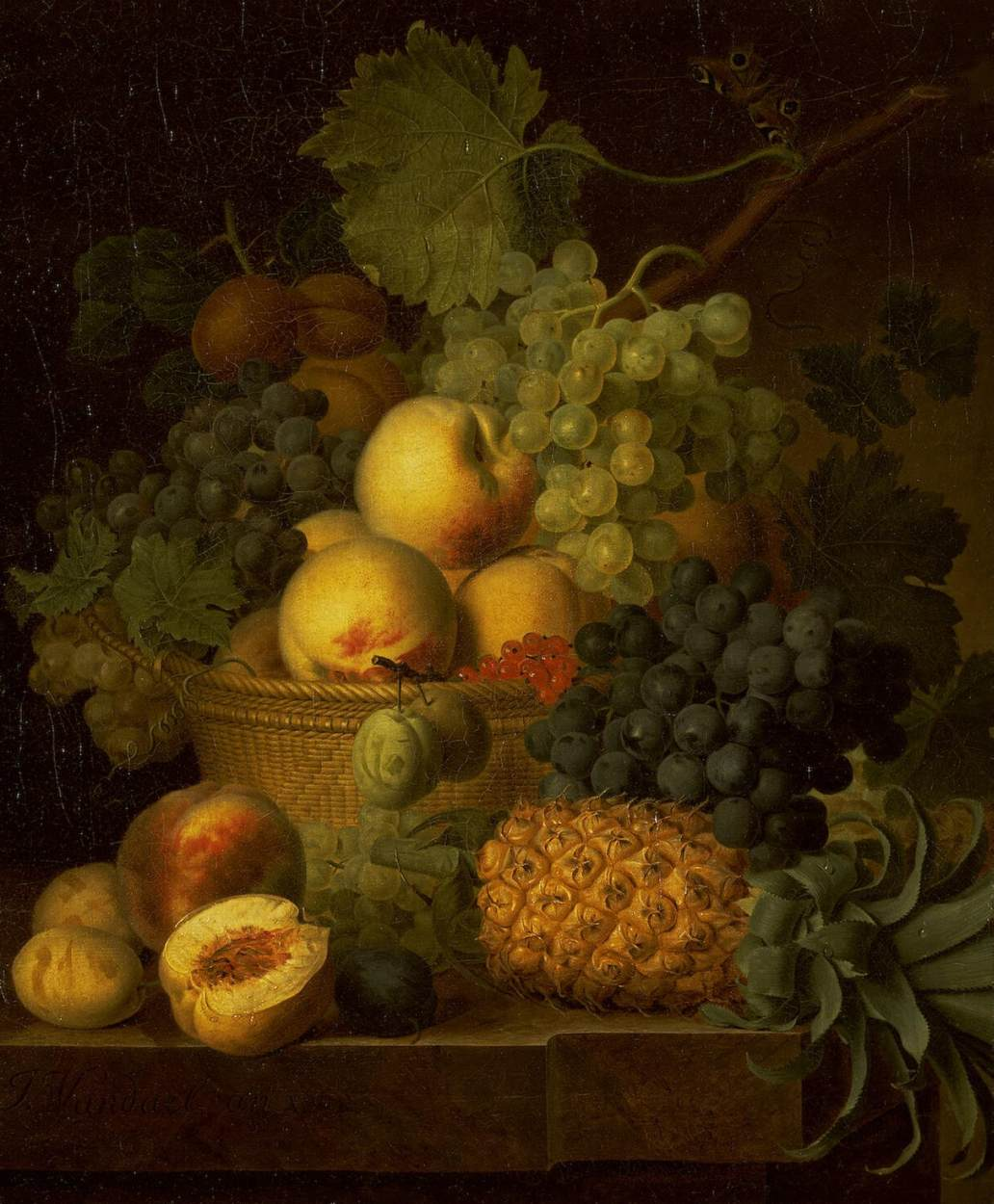
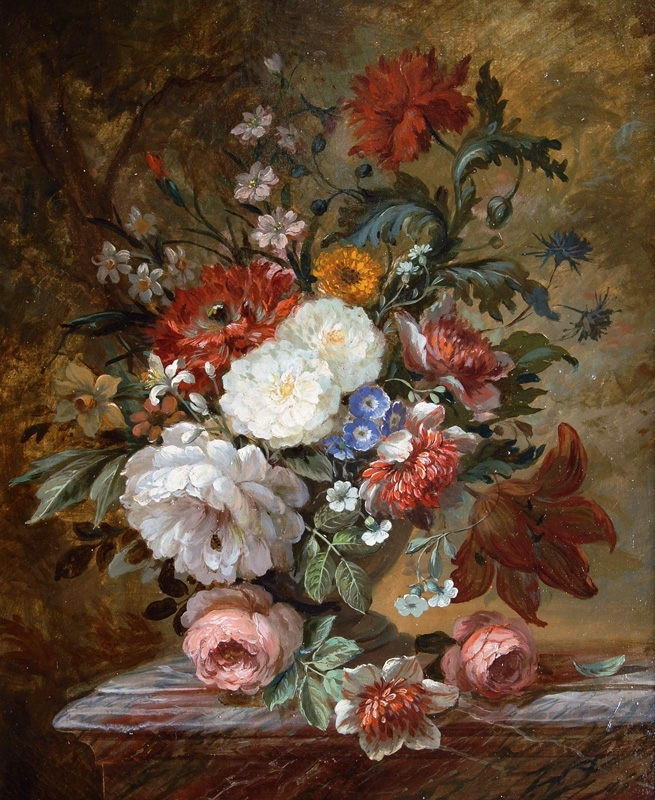
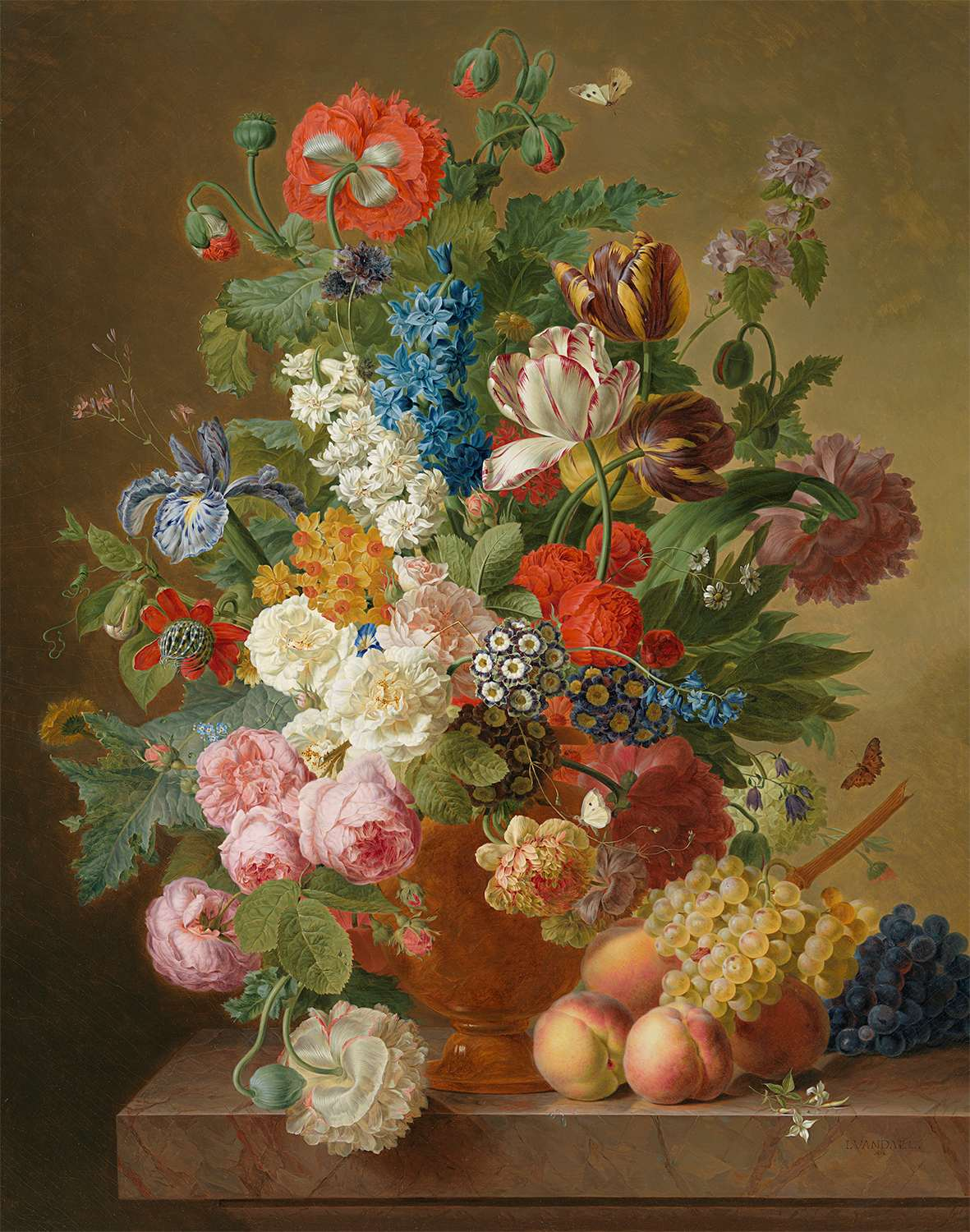
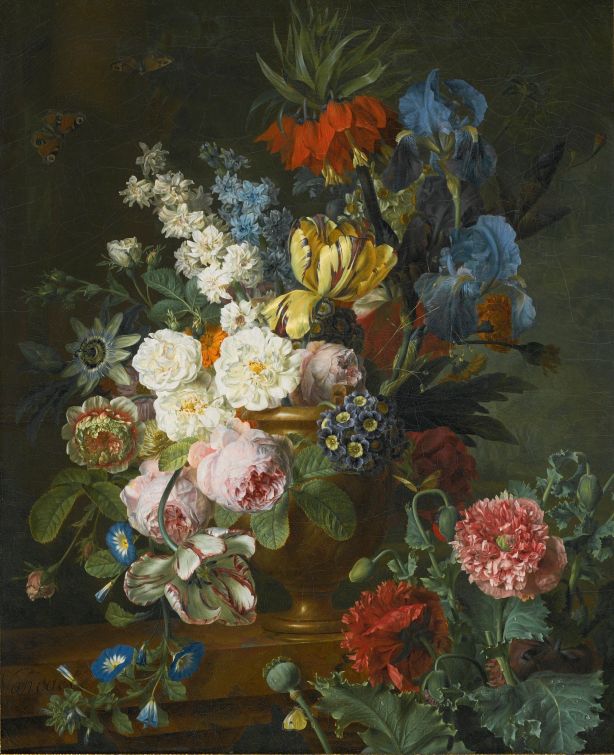
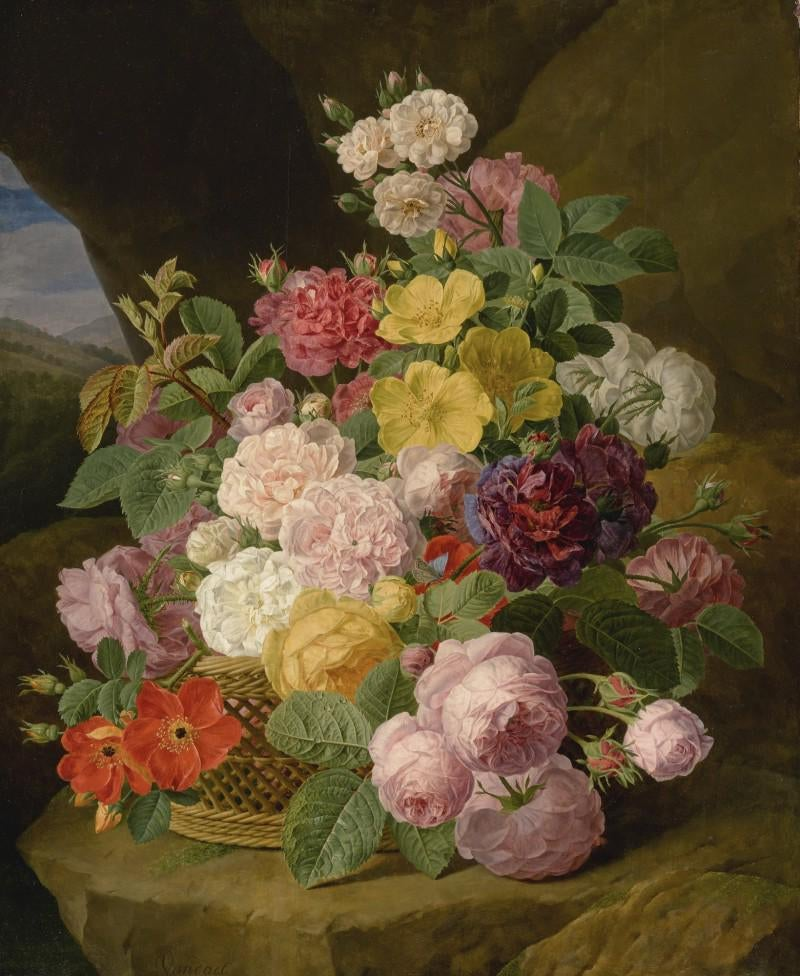
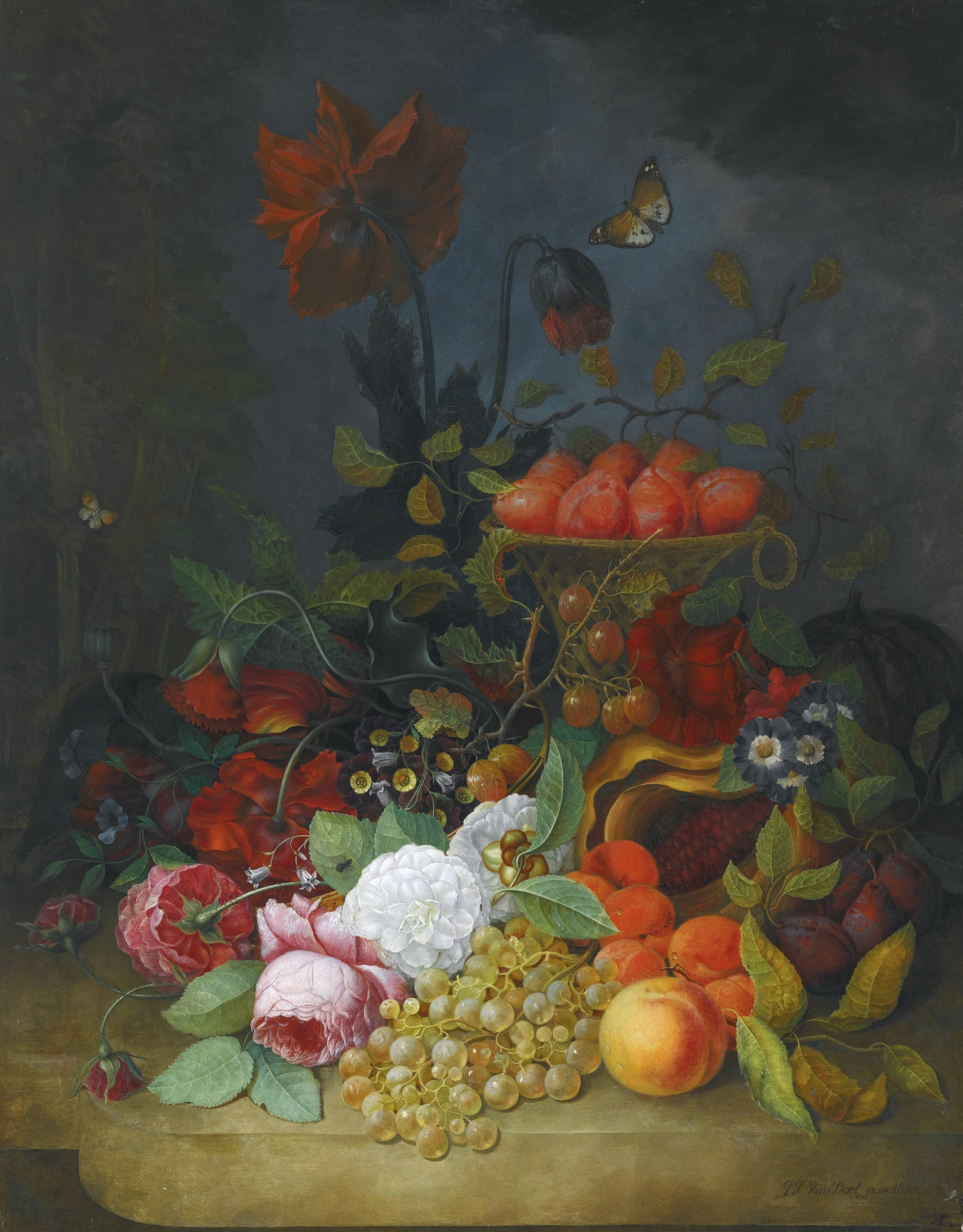
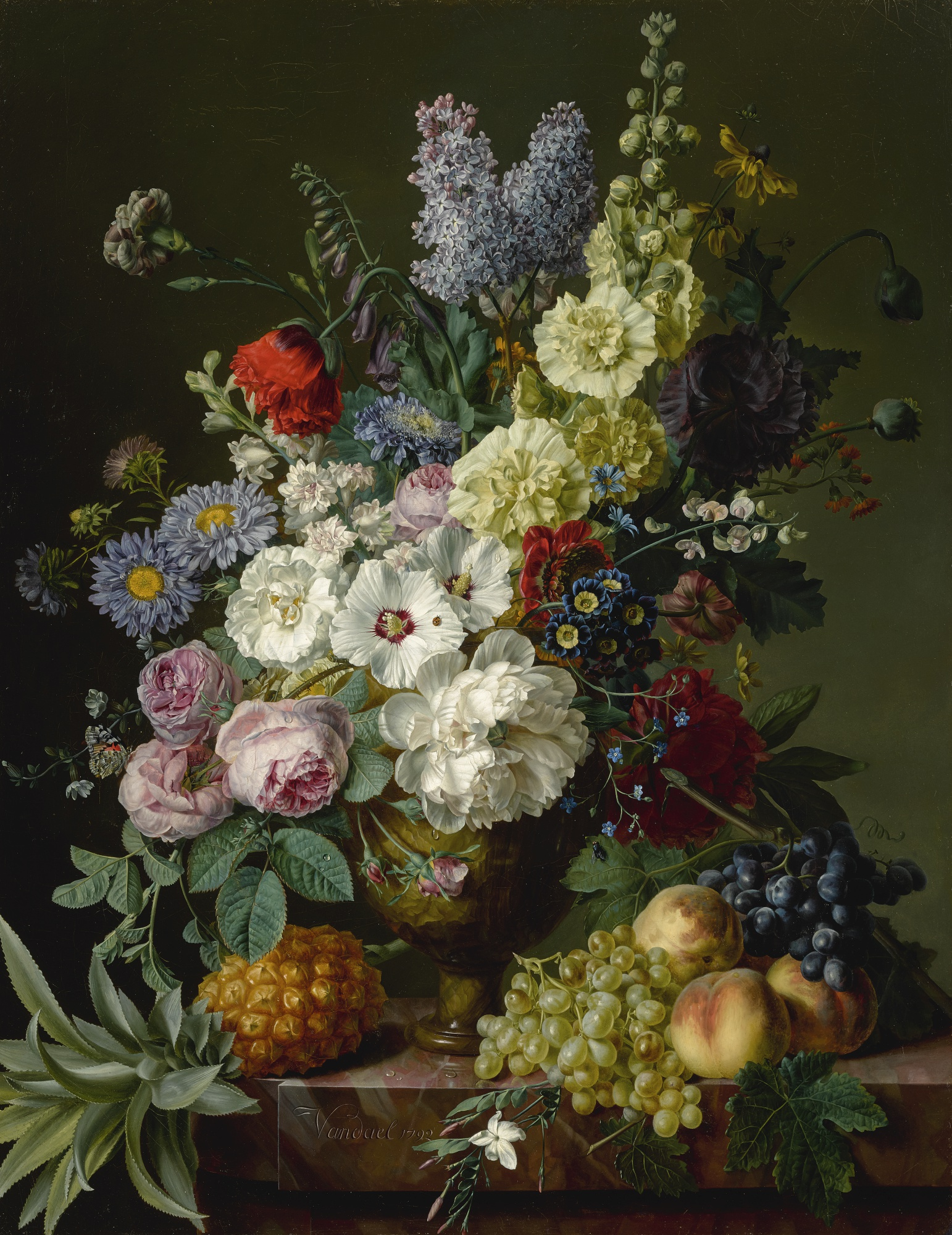
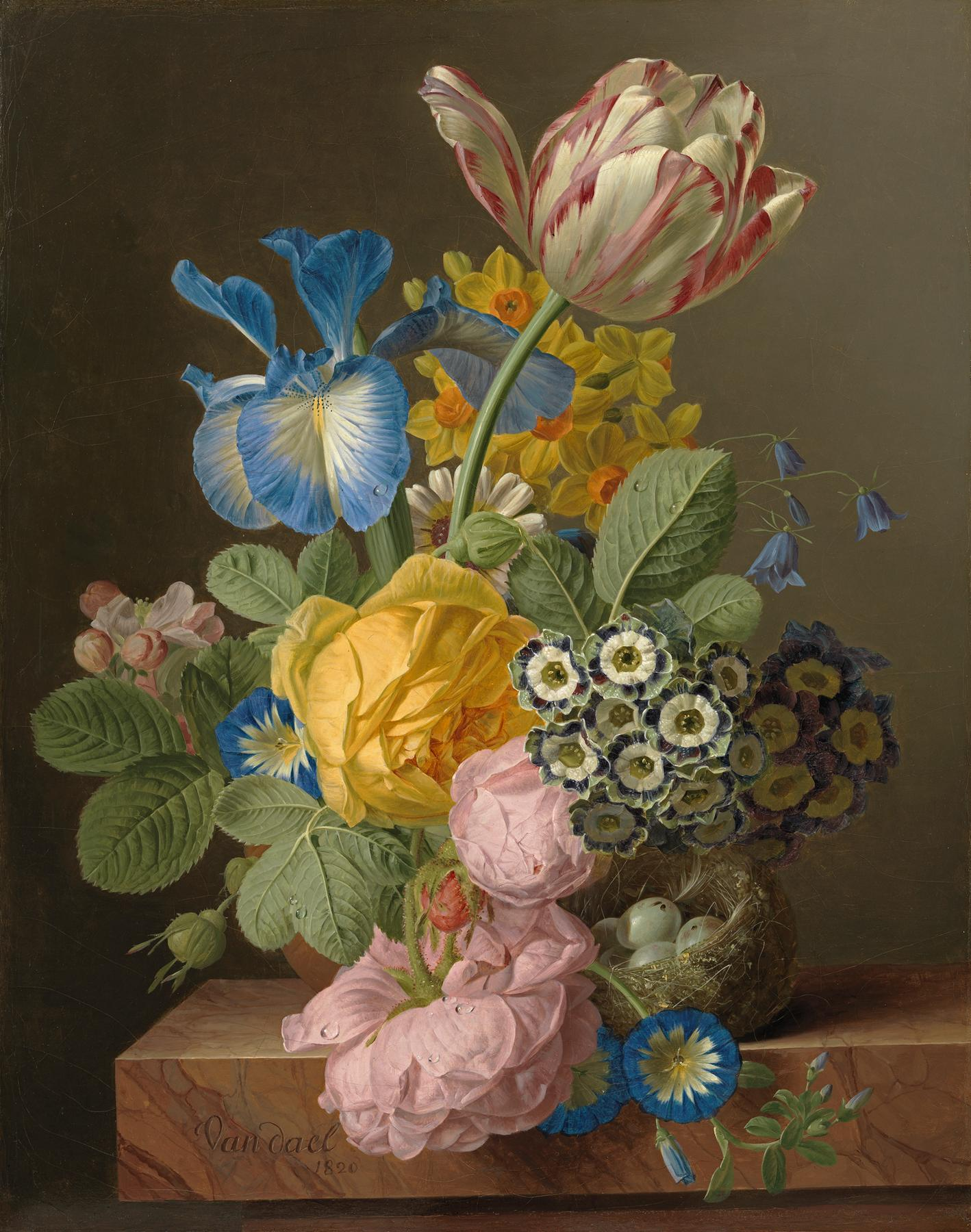
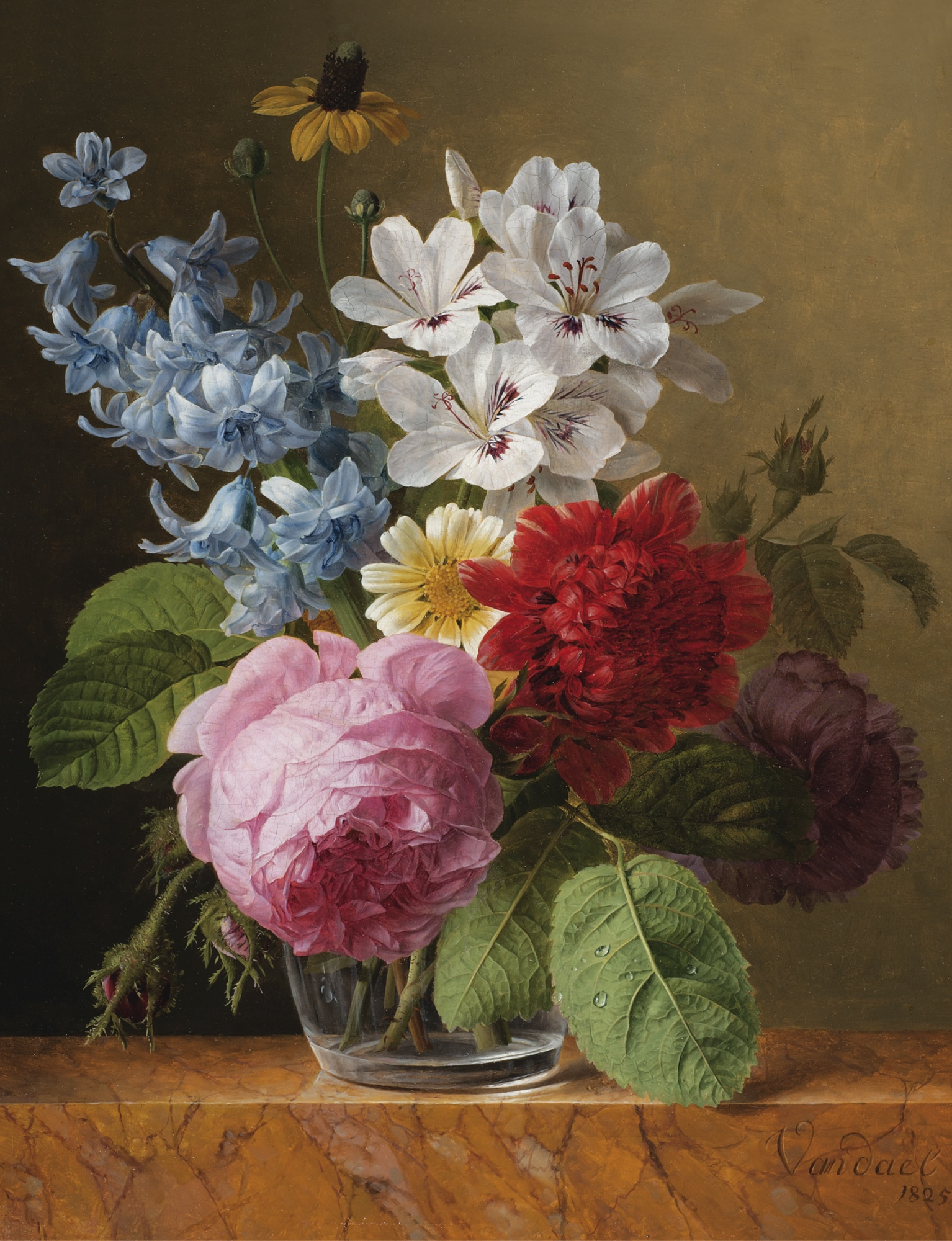
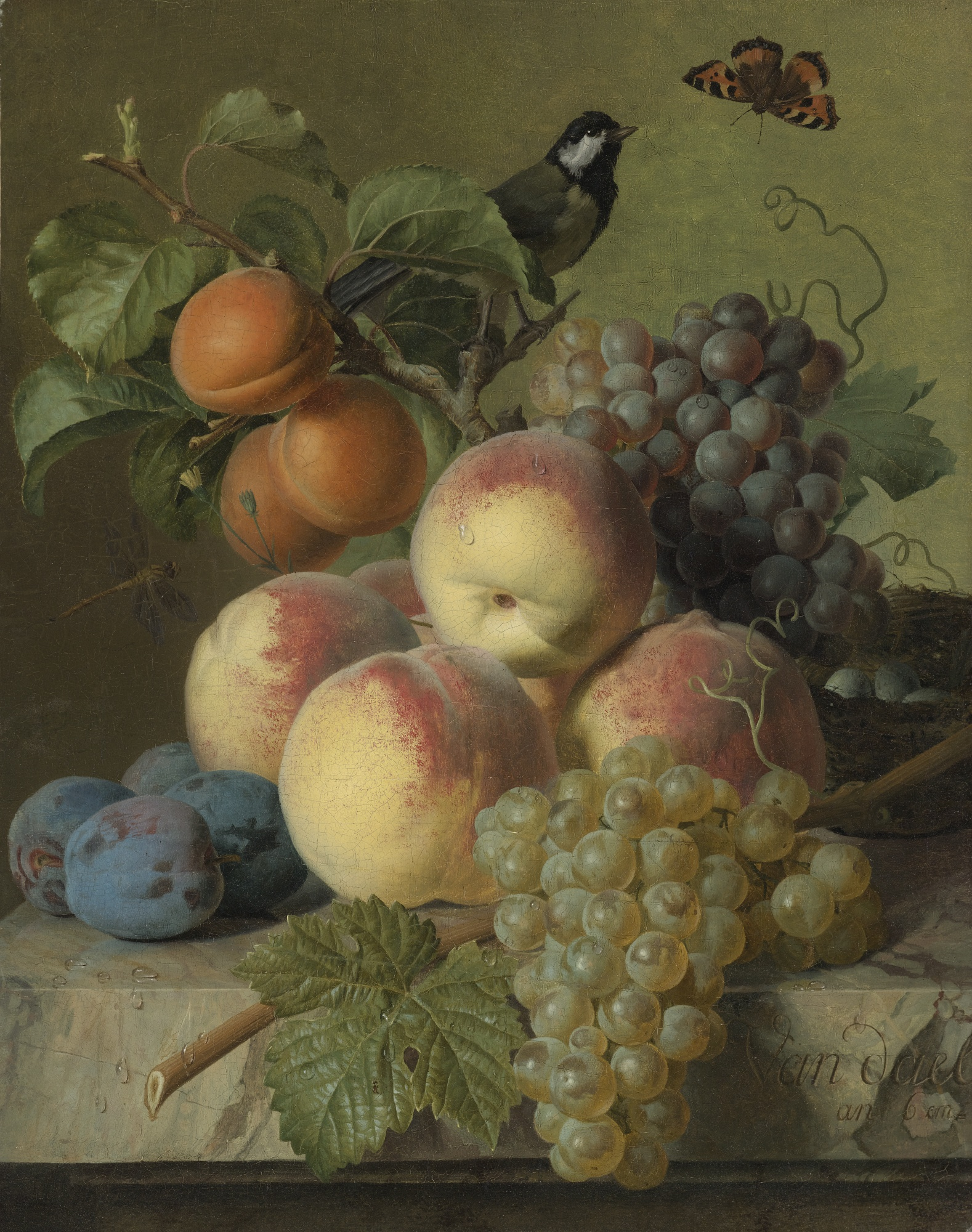
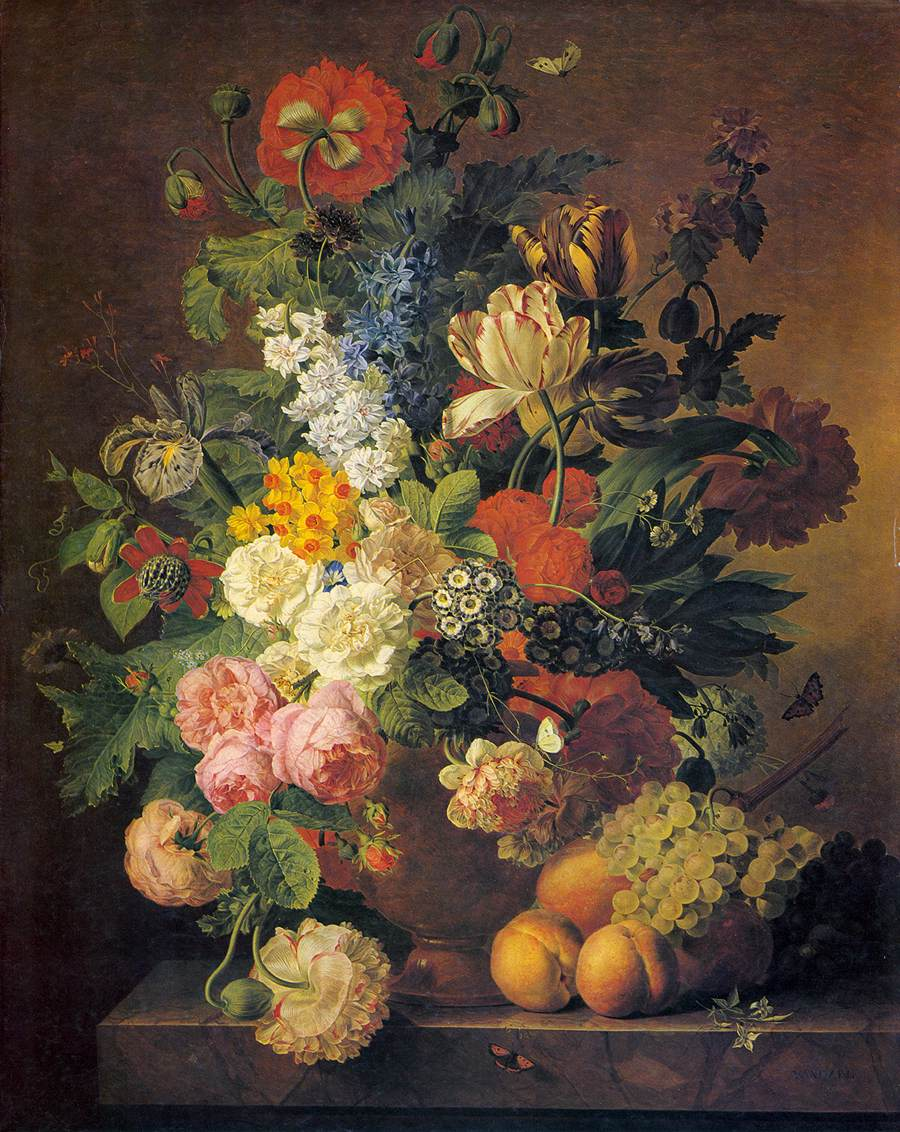